# № 3 (галиот, 1797)
№ 3 — галиот Каспийской флотилии Российской империи, находившийся в составе флота с 1797 года, принимал участие в русско-персидской войне 1804—1813 годов, использовался в качестве крейсерского, грузового и десантного судна.

## Описание галиота
Парусный галиот с деревянным корпусом, один из 12 галиотов типа «Номерной», строившихся на Казанской верфи в 1796—1797 годах.

## История службы
Галиот № 3 был заложен на стапеле Казанского адмиралтейства в 1796 году и после спуска на воду в 1797 году вошёл в состав Каспийской флотилии России.
С 1798 по 1802 год использовался для грузовых перевозок между портами Каспийского моря, а в кампанию 1802 года также выходил в крейсерское плавание к острову Сара.
Принимал участие в русско-персидской войне 1804—1813 годов, использовался для доставки продовольствия и припасов русским войскам, ходил в персидские порты с различными поручениями, а также занимал посты у берегов Персии. В 1805 году находился в составе эскадры под командованием капитана 1-го ранга Е. В. Веселаго принимал участие в высадке десантов: 23 июня (5 июля) у в Энзели и 15 (27) августа у Баку.

## Командиры галиота
Командиром галиота № 3 в составе Российского императорского флота с 1802 по 1804 год служил лейтенант Ф. А. Дзивович.

### Комментарии
1. ↑  Всего в рамках серии было построено 12 галиотов с номерами от 1 до 12[1].